# کورانت

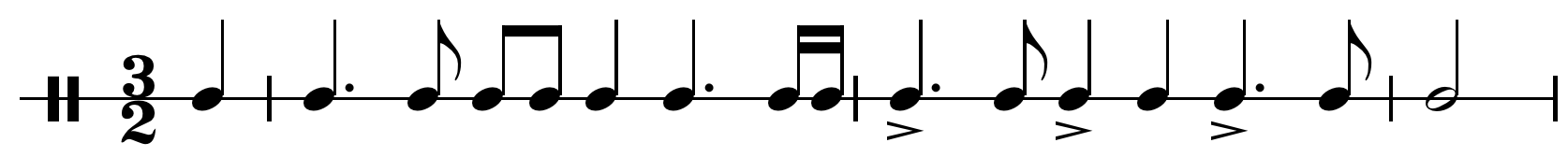
نت های موسیقی مربوط به کورانت

کورانت (به انگلیسی: Courante) یک نوع رقص تند و پرشتاب سه ضربی است که پیشینه در سنت موسیقایی آلمان و فرانسه دارد.
برای آشنایی بیشتر میتوان به آثار باخ(برای مثال french suitesشماره ی ۲ قسمت ۲)گوش داد.